# ダーク・ブルー
『ダーク・ブルー』（チェコ語: Tmavomodrý svět、英語: Dark Blue World）は、2001年に公開された、チェコ・イギリス合作の映画。
ナチス・ドイツに占領された祖国からイギリスに亡命し、イギリス空軍の一員として第二次世界大戦を戦ったチェコスロバキア人パイロットたちを主役にした戦争・青春映画である。
日本では、スタジオジブリによる提供で「ジブリCINEMAライブラリー」レーベルの第1作目として、DVDがリリースされた。

## スタッフ
- 監督：ヤン・スヴェラーク
- 製作：エリック・エイブラハム、ヤン・スヴェラーク
- 脚本：ズデニェク・スヴェラーク
- 撮影：ウラジミール・スムットニー
- 音楽：オンドジェイ・ソウクプ
- 編集：アロイス・フィシャーレック
- 衣装（デザイン）：ヴィエラ・ミーローヴァー

## 日本語版制作スタッフ
- 演出：高桑一
- 字幕翻訳：古田由起子

## キャスト
- フランティシェク・"フランタ"・スラーマ：オンドジェイ・ヴェトヒー（英語版）（吹替：原康義）
- カレル・ヴォイティシェク：クリシュトフ・ハーディック（浪川大輔）
- スーザン：タラ・フィッツジェラルド（山像かおり）
- ベントリー空軍中佐：チャールズ・ダンス
- ヤン・マハティ：オルドジフ・カイゼル（英語版）（内田直哉）
- ベドリフ・ムルトヴィ：ダヴィド・ノヴォトニー（英語版）（田中正彦）
- ハニチカ：リンダ・リボヴァ（英語版）（魏涼子）
- カニカ：ヤロミール・デュラヴァ（チェコ語版）
- トム・トム：ルカシュ・カントル
- ユーラ・シセル：ラディム・フィアラ（チェコ語版）（宮本充）
- グレゴラ：ユライ・ベルナート
- ホウフ：ミロスラフ・タボルスキー（英語版）（井上倫宏）
- ブラシュケ医師：ハンス＝ヨルグ・アスマン（仲野裕）
- ヘッセ国防軍中尉：トゥーレ・リーフェンシュタイン（英語版）（牛山茂）
- 英語教師：アンナ・マッシー（英語版）
- ピアース：ジェレミー・スウィフト（宗矢樹頼）
- その他の声の吹き替え：中村秀利／岡野浩介／花輪英司／吉田孝／平野俊隆／彩木香里／MAI／浅井清己／谷井あすか／小林研二

## 関連事項
- ナチス・ドイツによるチェコスロバキア解体